# Travel Insider
Travel Insider, (TI), är en svensk resebranschinriktad webbtidning som grundades 2011 och utges av Insider Media. Redaktör är Bo Sjösten. Under hösten 2011 kom första numret av systertidningen The Book of Travel ut. Chefredaktör är Jan Ohlsson.